# Desmond Llewelyn
Pour les articles homonymes, voir Llewelyn.
Desmond Wilkinson Llewelyn, né le 12 septembre 1914 à Newport au pays de Galles (Royaume-Uni) et mort le 19 décembre 1999 à Firle en Angleterre, est un acteur gallois, de nationalité britannique. Il a incarné Q, l'incroyable scientifique pourvoyeur de gadgets en tous genres dans 17 films de la saga James Bond.

## Biographie

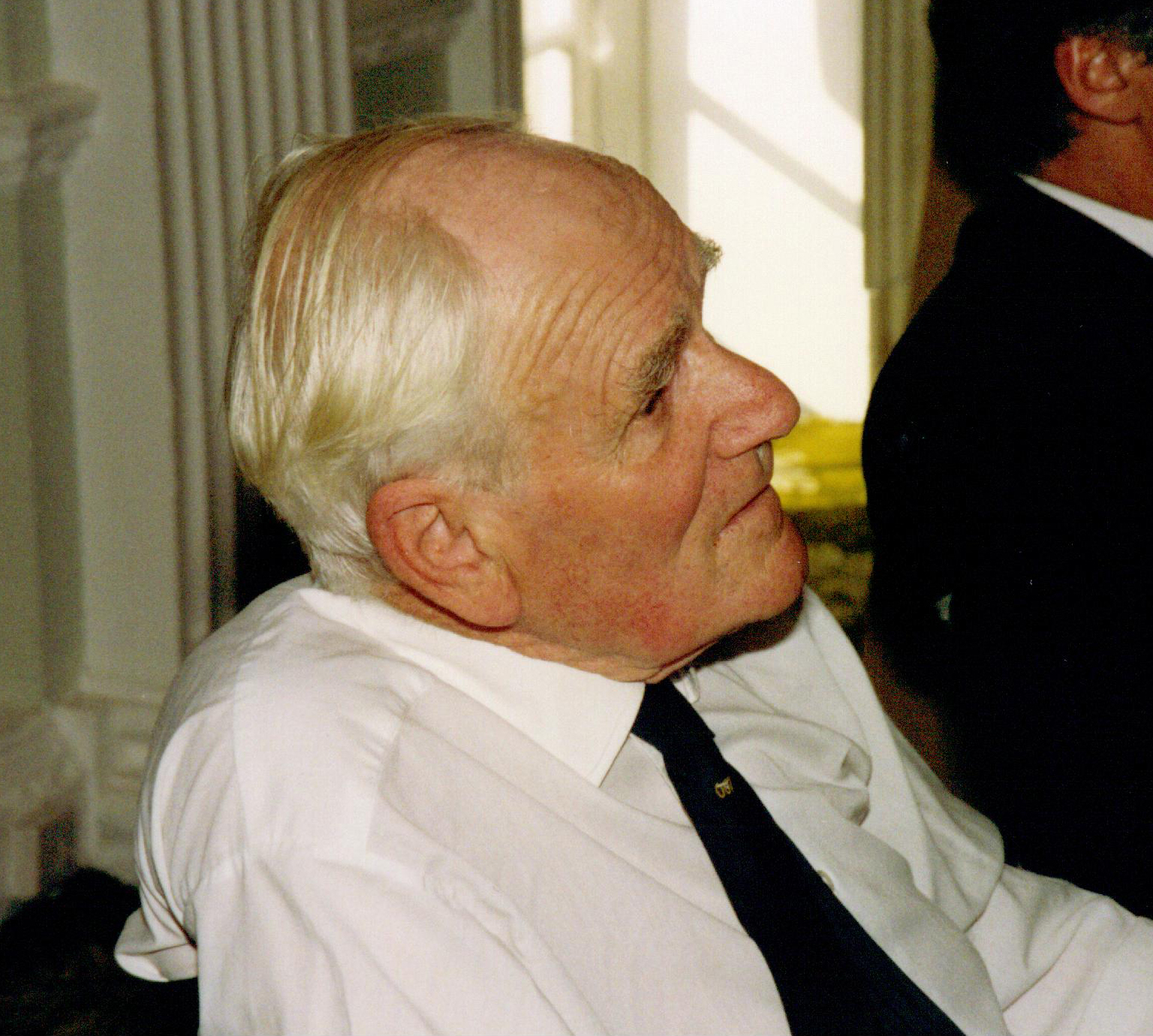
Desmond Llewelyn en 1992.

Desmond Wilkinson Llewelyn commence à tourner pour le cinéma en 1938, mais c'est en jouant un sénateur romain dans Cléopâtre en 1963 qu'il se fait remarquer. La même année, il apparaît pour la première fois dans le second film de la série des James Bond : Bons Baisers de Russie (From Russia with Love), en remplacement de Peter Burton qui avait tenu le rôle dans James Bond contre Docteur No (Dr No, 1962). Il conserve ce rôle jusqu'à Le monde ne suffit pas (The World Is Not Enough, 1999), à l'exception de Vivre et laisser mourir (Live and Let Die, 1973). 

### Mort accidentelle
Le 19 décembre 1999, à l'âge de 85 ans, il trouve la mort dans un accident de la route alors qu'il est de retour d'une séance de dédicaces. Sa Renault Mégane entre en collision avec une Fiat Bravo conduite par un homme de 35 ans, à proximité de la ville de Berwick dans le Sussex de l'Est, sur la route A27. Il décède quelque temps après avoir été héliporté au Eastbourne District General Hospital. Il est incinéré à Woodvale Cemetery.
Sa femme, Pamela Mary Llewelyn, meurt dans le Sussex de l'Est en 2001, à l'âge de 88 ans.

## Filmographie

### Cinéma
- 1938 : Ask a Policeman (en) de Marcel Varnel : Cocher fou
- 1947 : Captain Boycott de Frank Launder
- 1948 : Hamlet de Laurence Olivier : Figurant
- 1949 : Adam and Evelyne (en) de Harold French
- 1949 : The Chiltern Hundreds de John Paddy Carstairs
- 1950 : Guilt Is My Shadow de Roy Kellino
- 1950 : They Were Not Divided de Terence Young : '77 Jones
- 1951 : De l'or en barres (The Lavender Hill Mob) de Charles Crichton : Douanier
- 1953 : Street Corner de Muriel Box
- 1953 : Valley of Song (en) de Gilbert Gunn : L'instituteur Lloyd
- 1953 : Les Chevaliers de la table ronde (Knights of the Round Table) de Richard Thorpe : Un héraut
- 1953 : Operation Diplomat de John Guillermin
- 1954 : The Devil's Jet de Alfred J. Goulding
- 1955 : Tim Driscoll's Donkey de Terry Bishop
- 1958 : Further Up the Creek (en) de Val Guest : Chef des gardes royaux
- 1958 : Atlantique, latitude 41° (A Night to Remember) de Roy Ward Baker : Matelot du pont inférieur
- 1958 : Corridors of Blood (en) de Robert Day : Assistant des opérations (rôle non crédité)
- 1959 : Opération Scotland Yard de Basil Dearden
- 1960 : Le Serment de Robin des Bois (Sword of Sherwood Forest) de Terence Fisher : Fugitif blessé
- 1961 : La Nuit du loup-garou (The Curse of the Werewolf) de Terence Fisher : Domestique
- 1962 : On n'y joue qu'à deux (Only Two Can Play) de Sidney Gilliat : Prêtre dans le bus
- 1962 : L'Attaque de San Cristobal (Pirates of Blood River) de John Gilling : Tom Blackthorne
- 1963 : Cléopâtre (Cleopatra) de Joseph L. Mankiewicz : L'un des sénateurs
- 1963 : Bons Baisers de Russie (From Russia with Love) de Terence Young : Q
- 1964 : Silent Playground de Stanley Goulder : Dr Green
- 1964 : Goldfinger de Guy Hamilton : Q
- 1965 : Les Aventures amoureuses de Moll Flanders (The Amorous Adventures of Moll Flanders) de Terence Young : Geôlier
- 1965 : Opération Tonnerre (Thunderball) de Terence Young : Q
- 1967 : On ne vit que deux fois (You Only Live Twice) de Lewis Gilbert : Q
- 1968 : Chitty Chitty Bang Bang de Ken Hughes : Coggins
- 1969 : Au service secret de Sa Majesté (On Her Majesty's Secret Service) de Peter Hunt : Q
- 1971 : Les diamants sont éternels (Diamonds Are Forever) de Guy Hamilton : Q
- 1974 : L'Homme au pistolet d'or (The Man with the Golden Gun) de Guy Hamilton : Q
- 1977 : L'Espion qui m'aimait (The Spy Who Loved Me) de Lewis Gilbert : Q
- 1979 : The Golden Lady (en) de Jose Larraz : Dixon
- 1979 : Moonraker de Lewis Gilbert : Q
- 1981 : Rien que pour vos yeux (For Your Eyes Only) de John Glen : Q
- 1983 : Octopussy de John Glen : Q
- 1985 : Dangereusement vôtre (A View to a Kill) de John Glen : Q
- 1987 : Tuer n'est pas jouer (The Living Daylights) de John Glen : Q
- 1988 : Prisoner of Rio (en) de Lech Majewski : Commissaire Ingram
- 1989 : Permis de tuer (Licence to Kill) de John Glen : Q
- 1992 : Merlin de Paul Hunt : Dr Mycroft
- 1995 : GoldenEye de Martin Campbell: Q
- 1997 : Highly Classified: The World of 007 (vidéo) : Q
- 1997 : Taboo (court-métrage)
- 1997 : Demain ne meurt jamais (Tomorrow Never Dies) de Roger Spottiswoode : Q
- 1999 : Le monde ne suffit pas (The World Is Not Enough) de Michael Apted: Q

### Télévision
- 1939 : Campbell of Kilmhor (TV) : Capitaine Sandeman
- 1946 : A Midsummer Night's Dream (TV) : Thésée
- 1947 : A Midsummer Night's Dream (TV) : Thésée
- 1957 : Thunder in the West (série TV) : Le roi James II
- 1958 : Queen's Champion (feuilleton TV) : Lord Bretherton
- 1961 : The House Under the Water (feuilleton TV) : Colonel Tregaron
- 1971 : Follyfoot (feuilleton TV) : Colonel Geoffrey Maddocks
- 1974 : The Pallisers (en) (série TV) : Présentateur TV
- 1974 : The Nine Tailors (feuilleton TV) : Sir Charles Thorpe
- 1975 : Man in the Zoo (TV)
- 1978 : Lillie (en) (feuilleton TV) : Lord Dudley
- 1981 : Dr Jekyll and Mr Hyde (TV)
- 1995 : In Search of James Bond with Jonathan Ross (TV) : Q
- 1999 : Apocalypse.com (Die Millenium-Katastrophe - Computer-Crash 2000) (TV) : Le pèlerin Morley

## Voix francophones
En version française, Desmond Llewelyn est doublé par :
- Louis Arbessier dans :
  - L'Espion qui m'aimait
  - Rien que pour vos yeux
  - Octopussy
  - Dangereusement vôtre
  - Tuer n'est pas jouer
  - Permis de tuer
  - GoldenEye

- Georges Hubert dans :
  - Goldfinger
  - Opération Tonnerre
  - Au service secret de Sa Majesté
  - Les diamants sont éternels
  - L'Homme au pistolet d'or

- Georges Aubert dans :
  - Demain ne meurt jamais
  - Le monde ne suffit pas

- Jean Ozenne dans Bons Baisers de Russie
- Jean-Henri Chambois dans On ne vit que deux fois
- Bruno Balp dans Moonraker